# 松平康尚
松平 康尚（まつだいら やすなお）は、江戸時代前期の大名。下野国那須藩主、伊勢国長島藩の初代藩主。官位は従五位下・佐渡守。

## 生涯
元和9年（1623年）6月3日、美濃国大垣藩主・松平忠良の三男として大垣で誕生。父の死後、家督は兄の憲良が継いだが、信濃国小諸藩に移封となり、康尚もそれに従った。ところが正保4年（1647年）8月、憲良は継嗣なくして死去し、小諸藩松平家は無嗣子であるとして改易された。
しかし小諸藩松平家は家康異父弟の名家であったことから、慶安元年（1648年）閏5月に康尚が1万石の那須藩主として家督を継ぐことを許された。慶安2年（1649年）2月28日には伊勢長島藩へ移封された。
藩政においては慶安3年（1650年）9月2日に大風雨で100人以上の死者を出し、延宝3年（1675年）には年貢を重くしすぎたために百姓によって幕府に訴えられたり、天和元年（1681年）にも洪水で大被害を受けたりなど、多難を極めた。このため、耕地地割制度を導入するなどして藩政の再建を目指した。
貞享2年（1685年）10月7日、次男・忠充に家督を譲って隠居し、後に全入と号した。元禄9年（1696年）2月7日に死去した。享年74。

## 系譜
- 父：松平忠良（1582-1624）
- 母：不詳
- 正室：永井尚政娘
- 側室：朝山氏
  - 五男：松平定員 - 同じ久松松平氏の松平定政三男で旗本の松平定澄養子。長男は糸魚川藩主家に養子入りした松平直好。
- 生母不明の子女
  - 次男：松平忠充（1651-1730）
  - 三男：松平良重
  - 四男：榊原良兼 - 越後高田藩榊原家の家老上席家で、18歳で早世した榊原直久の養子となった。直久も養子であり実父は松平康久である。尾張徳川家家臣の康久は康尚の父の弟である。
  - 六男：某
  - 女子：松平綱近正室
  - 女子：植村政行室
  - 女子：酒井忠垠正室